# Xã Franklin, Quận Fayette, Pennsylvania
Xã Franklin (tiếng Anh: Franklin Township) là một xã thuộc quận Fayette, tiểu bang Pennsylvania, Hoa Kỳ. Năm 2010, dân số của xã này là 2.528 người.